# Adam Walton
Adam Walton (ur. 17 kwietnia 1999 w Brisbane) – australijski tenisista.

## Kariera tenisowa
W 2015 zadebiutował w cyklu ITF Men’s Circuit, a w 2021 w turnieju głównym ATP Challenger Tour. W styczniu 2024 zagrał pierwszy mecz w cyklu ATP Tour podczas turnieju Adelaide International. W pierwszej rundzie przegrał z Jiřím Lehečką.
W 2024 roku zadebiutował w wielkoszlemowym turnieju głównym, zarówno w grze pojedynczej, jak i podwójnej, dzięki otrzymaniu dzikich kart podczas Australian Open. W pierwszej rundzie singla przegrał z Matteo Arnaldim, natomiast w grze podwójnej grając w parze z Tristanem Schoolkatem przegrali z Francisco Cabralem oraz Henrym Pattenem. Podczas Australian Open 2024 grał również w turnieju mikstów (w parze z Priscillą Hon), w którym także odpadli w pierwszej rundzie, po porażce z rozstawionymi z numerem 6. Gabrielą Dabrowski i Nathanielem Lammonsem.
W rankingu gry pojedynczej najwyżej był na 95. miejscu (20 maja 2024), a w zestawieniu gry podwójnej na 134. pozycji (18 marca 2024).